# Pseudenargia ruberrima
Pseudenargia ruberrima är en fjärilsart som beskrevs av Rothschild. Pseudenargia ruberrima ingår i släktet Pseudenargia och familjen nattflyn. Inga underarter finns listade i Catalogue of Life.